# ボストン (重巡洋艦)
| 改装後のボストン |                                                                                               |
| 艦歴             |                                                                                               |
| 発注             |                                                                                               |
| 起工             | 1941年6月30日                                                                                 |
| 進水             | 1942年8月26日                                                                                 |
| 就役             | 1943年6月30日                                                                                 |
| 退役             | 1970年5月5日                                                                                  |
| 除籍             | 1975年                                                                                        |
| その後           | 1975年にスクラップとして売却                                                                  |
| 性能諸元         |                                                                                               |
| 排水量           | 13,600トン                                                                                    |
| 全長             | 673 ft 3 in (205.2m)                                                                          |
| 全幅             | 71 ft 10 in (21.9m)                                                                           |
| 吃水             | 26 ft 10 in (8.2m)                                                                            |
| 速度             | 33ノット (61 km/h)                                                                            |
| 乗員             | 1,142名（士官含む）                                                                           |
| 兵装 就役時      | 20.3cm (8"/55)砲9門 12.7cm (5"/38)砲12門                                                      |
| 兵装 改装後      | 20.3cm (8"/55)砲6門 12.7cm (5"/38)砲10門 7.6cm (3"/50)砲12門 テリアミサイルランチャー2連装2基 |

ボストン (USS Boston, CA-69/CAG-1) はアメリカ海軍の重巡洋艦。ボルチモア級重巡洋艦の2番艦。艦名はマサチューセッツ州ボストンに由来し、その名を持つ艦としては6隻目。

## 艦歴
ボストンは1942年8月26日、マサチューセッツ州クインシーのベスレヘム・スチール、フォアリバー造船所で起工。ボストン市長のモーリス・J・トビン夫人の手によって進水、1943年6月30日にJ・H・カーソン艦長の指揮下就役する。

### 第二次世界大戦
ボストンは太平洋艦隊に編入され、1943年12月6日に真珠湾に到着した。同年1月に第58任務部隊に加わって、1944年1月31日から2月28日にかけてマーシャル諸島攻略に参加、クェゼリン環礁、マジュロ環礁、エニウェトク環礁の上陸を支援した。同任務部隊はパラオ諸島、西部カロリン諸島を空襲（3月30日～4月1日）、次いでホーランディアを含む西部ニューギニア（4月21日～24日）、トラック諸島（4月29日～5月1日）、硫黄島（7月3日～4日）を攻撃した。また、マリアナ沖海戦（フィリピン海海戦）に参加した後も2回に亘って（6月24日～26日、7月3日～4日）硫黄島の空襲を支援し、グアム島上陸支援（7月12日～8月15日）、パラオ・ヤップ島・ウルシー環礁空襲支援（7月25日～27日）、モロタイ島上陸支援（9月15日）、南部パラオ諸島上陸支援（9月6日～10月14日）、フィリピン諸島空襲支援（9月9日～24日）などに従事した。
その後、第38任務部隊に加わって10月10日に行われた沖縄空襲支援を手始めに、10月11日から14日にかけてルソン島北部と台湾の空襲を支援し、10月15日、10月24日～26日、11月13日～14日、11月19日～20日の4回に亘ってルソン島空襲を支援し、レイテ沖海戦（レイテ湾海戦）に参加した。同任務部隊が日本海軍を退けると台湾空襲支援（1945年1月3日～4日、9日、15日、21日）、ルソン島空襲支援（同月6日～7日）、中国沿岸空襲支援（1月12日、16日）、九州と南西諸島の空襲支援（1月22日、2月15日～16日、3月1日）に従事した。
その後ボストンはオーバーホールのため1945年3月25日にカリフォルニア州ロングビーチに到着する。オーバーホールが完了すると、真珠湾、エニウェトク経由で太平洋西部へ戻り、日本本土攻撃を行う第38任務部隊に合流する。部隊は7月20日から8月15日にかけて攻撃を行い、8月9日には釜石へ砲撃を行った。日本の降伏後は占領任務に従事し1946年2月28日まで留まる。その後本国に帰還し、1946年3月12日にピュージェット・サウンド海軍造船所で予備役となる。

### 再就役

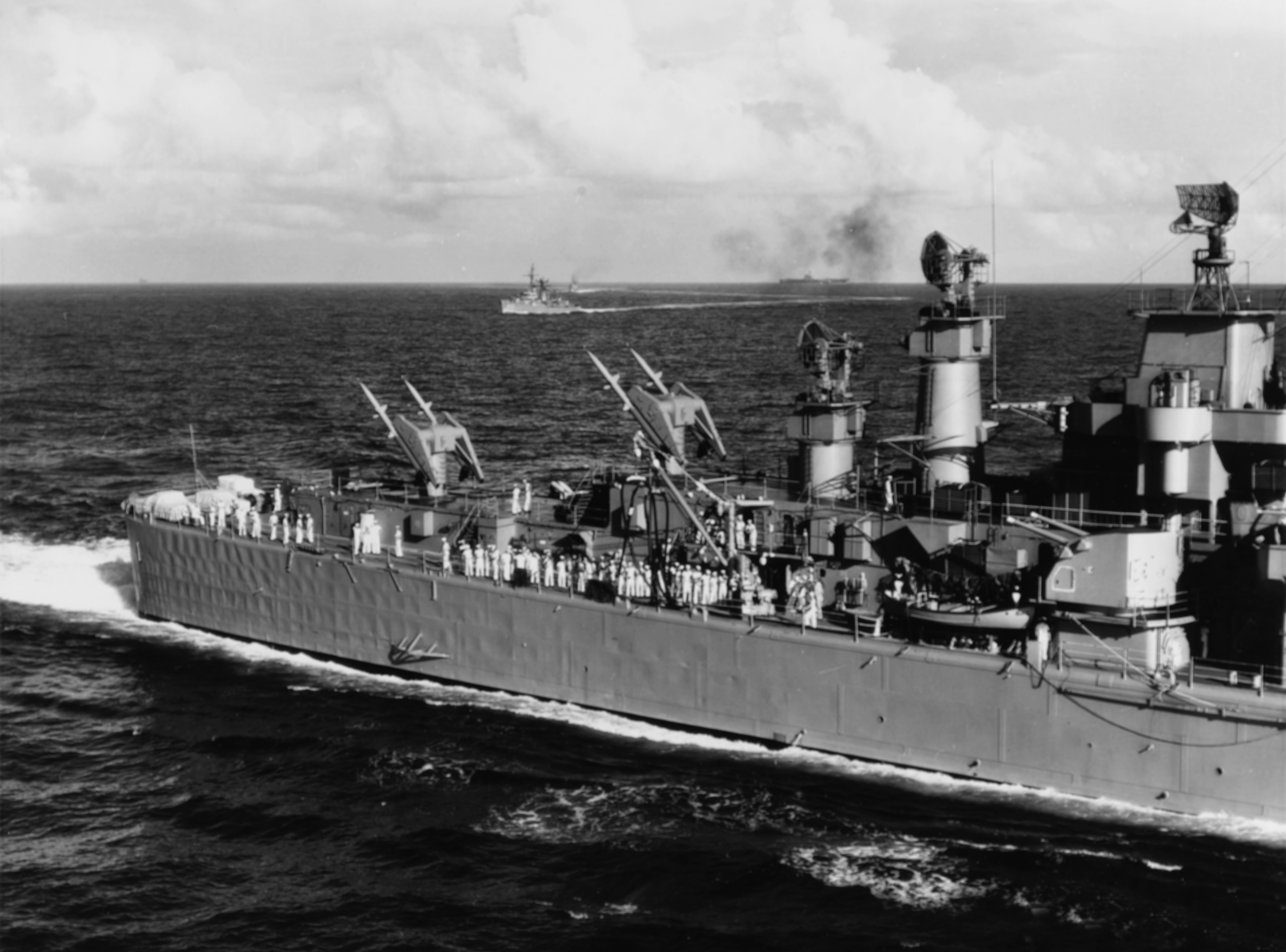
改装後のボストンに設置された、艦後部のテリア対空ミサイルのランチャーと誘導用レーダーイルミネーター

ボストンは1952年1月4日に CAG-1（ミサイル巡洋艦）へ艦種変更される。1952年2月にワシントン州ブレマートンからフィラデルフィアへ曳航され、ニュージャージー州カムデンのニューヨーク造船所でミサイル巡洋艦への改装が行われる。この改装で後部8インチ砲塔は撤去され、対空ミサイルランチャーが取り付けられると同時に他の装備も近代化された。ボストンは1955年11月1日にボストン級ミサイル巡洋艦の1番艦として再就役し、東海岸沿いおよびカリブ海でミサイルの運用評価、艦隊演習を行う。その後地中海に向けて1956年11月23日出航し、1957年5月に帰還する。
夏には海軍兵学校生を乗艦させ、南アメリカへの巡航を行った後北大西洋でNATOの演習に参加、オーバーホール後にボストンは1958年6月から9月にかけて、二度目の第6艦隊での巡航を行う。この巡航の間にレバノン危機が発生している。その後は8年間にわたって地中海で旗艦としての作戦活動、ヨーロッパ北部、カリブ海、東海岸での演習に従事した。

### ベトナム戦争
1967年4月にボストンは再び太平洋に展開する。パナマ運河を通過し、15年ぶりに第7艦隊での戦闘任務に従事する。今回の任務ではベトナム沖を拠点として、南北ベトナムの敵拠点に対して8インチ、5インチ両砲弾を数千発撃ち込んだ。その後も東海岸から太平洋へ1968年4月から10月までと、1969年5月から11月までの二度の展開を行う。
1968年6月16、17日にボストンはオーストラリア海軍のパース級駆逐艦ホーバート (HMAS Hobart, DDG-39) と共に北ベトナムの敵拠点への砲撃中に、アメリカ軍の「ジェット戦闘機」による攻撃を受ける。オーストラリア兵二名が死亡し、両艦ともに小破した。両艦は北ベトナム軍のヘリコプターから攻撃を受ける二隻のスィフト・ボート（PCF-12 と PCF-19）の付近にあり、一隻が沈められた後、残るスィフト・ボートは二時間に及ぶ銃撃戦をタイガー島の付近で繰り広げた。アメリカ軍戦闘機は支援のため出撃したが、現場には北ベトナムのヘリコプターが離脱した後に到着し、ボストンとホーバートを敵艦と誤認し攻撃を行った。アメリカ海軍はボストン・ホーバート事件の一部としてスィフト・ボートへの攻撃を記録し、公式に友軍の誤射としている。
1968年5月、二回目の爆撃支援巡航開始後まもなくボストンはミサイル巡洋艦から重巡洋艦に艦種変更され、船体番号も元の CA-69 へ変更された。ボストンはテリアミサイルを装備していたものの、10年以上の現役任務の間に、技術の急速な進歩はこれらのミサイルを旧式なものへと変え、その主武装は再び艦前方に残された6門の8インチ砲となった。
最後のベトナムでの任務が完了すると、退役へ向けてのモスボール化作業に入る。ボストンは1970年5月5日にマサチューセッツ州ボストンで退役し、1973年1月11日に除籍、1975年3月28日にルイジアナ州ニューオーリンズでスクラップとして売却、廃棄された。
ボストンは第二次世界大戦の戦功で10個の従軍星章を受章した。ベトナム戦争に於いては1968年5月1日のドン・ハでの戦いで砲撃支援の功績により海軍殊勲部隊章を受章し、沿岸での艦砲射撃および1968年7月30日から8月30日までのオペレーション・シードラゴンでの功績で南ベトナムの殊勲部隊章を受章した。